# ドルビー3D

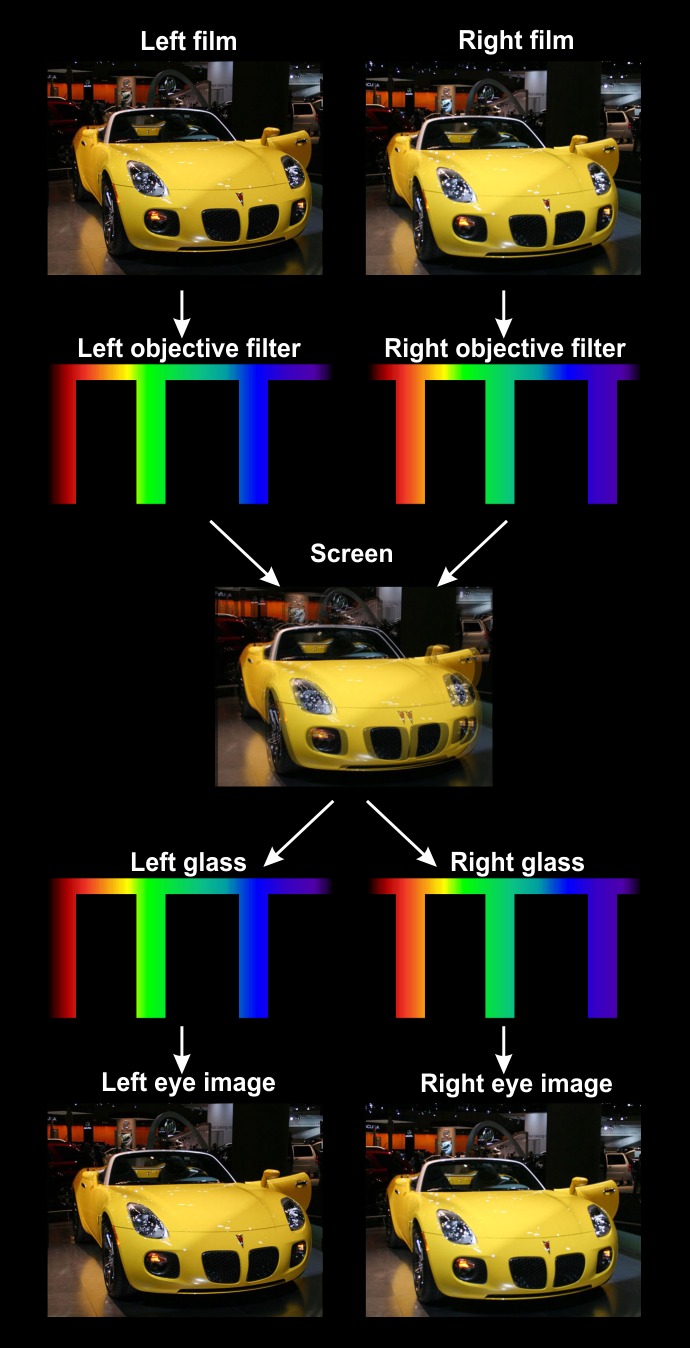
原理: RGBの三原色に、右目用と左目用でそれぞれズレた波長の光を使う

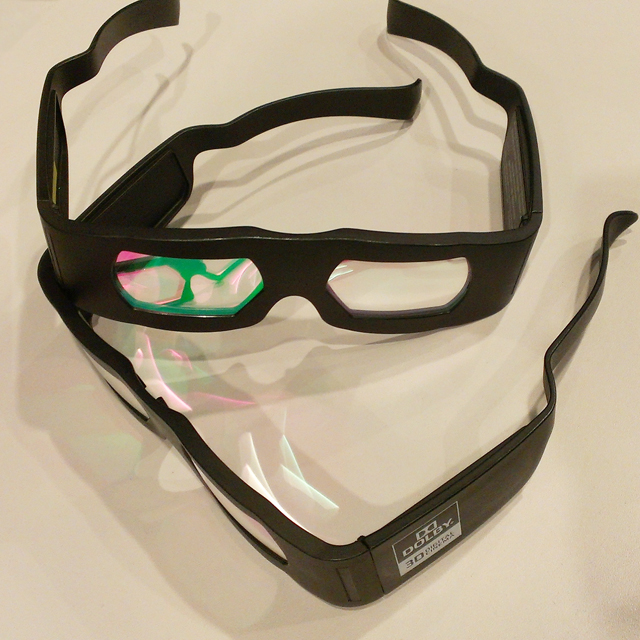
Dolby 3D 眼鏡

ドルビー3D（ドルビー3D）は、ドルビーラボラトリーズによる3D映画の方式で、天然色のためのRGBそれぞれについて、ダイクロイックフィルタにより左右で少し違う波長を使うことが特徴である。

## 技術
投影に使用するプロジェクタをドルビーデジタルシネマプロジェクタと称する。交互カラーホイールがプロジェクタの前に設置されているが、典型的なカラーホイールのRGB3色＝3帯域ではなく、RGBの各色それぞれについて異なった2帯域の、計6帯域のホイールになっている。観客の着用する3D眼鏡のダイクロイックフィルタでは、左右それぞれに対応する片方の3色の帯域は透過し、反対の3色の帯域は反射する。以上のような方法で1つのプロジェクタにより3D映画を投影する。すなわち波長多重視覚化による方法である。
RealDなどの円偏光のシステムで使われている偏光フィルタと比較して、ダイクロイックフィルタは多重メッキ工程を要し非常にコストが高く、基本的に眼鏡の切り売りをせず、その都度各劇場が貸し出す。一方、RealDと違い、特殊なシルバースクリーンを必要としないという利点がある。この点では競合規格であるXpanDと同じだが、眼鏡が電池式ではない為、メンテナンスがし易い。

## 日本における主な導入映画館
☆印は他3D方式（XpanD等）と併存
シネマコンプレックス
- ヒューマックスシネマ
- T･ジョイ☆
  - 新宿バルト9☆
- アレックスシネマ
- シネマヴィレッジ8 イオン柏（青森県つがる市）
- ジョイランドシネマみしま（静岡県三島市）
- エーガル8シネマズ（広島県福山市）
- セントラルシネマ宮崎（宮崎県宮崎市）

その他の映画館
- 洲本オリオン（兵庫県洲本市）